# Vézelin-sur-Loire
Vézelin-sur-Loire ist eine französische Gemeinde mit 816 Einwohnern (Stand: 1. Januar 2022) im Département Loire in der Region Auvergne-Rhône-Alpes. Sie gehört zum Kanton Boën-sur-Lignon und zum Arrondissement Roanne.
Sie entstand als Commune nouvelle mit Wirkung vom 1. Januar 2019 durch die Zusammenlegung der bisherigen Gemeinden Amions, Dancé und Saint-Paul-de-Vézelin, die in der neuen Gemeinde den Status einer Commune déléguée haben. Der Verwaltungssitz befindet sich im Ort Saint-Paul-de-Vézelin.

## Gliederung
| Ortsteil                                | ehemaliger INSEE-Code | Fläche (km²) | Einwohnerzahl zum 1. Januar 2022 |
| --------------------------------------- | --------------------- | ------------ | -------------------------------- |
| Saint-Paul-de-Vézelin (Verwaltungssitz) | 42268                 | 13,52        | 328                              |
| Amions                                  | 42004                 | 17,01        | 310                              |
| Dancé                                   | 42082                 | 08,83        | 178                              |

## Geographie
Die Gemeinde liegt rund 17 Kilometer südlich von Roanne. Im Osten begrenzt sie der Fluss Loire im Staubereich der Barrage de  Villerest, im westlichen Gemeindegebiet verläuft der Fluss Isable, ein Nebenfluss der Aix. Ganz im Süden tangiert die Autobahn A 89 das Gebiet.
Nachbargemeinden sind:
- Cordelle und Saint-Priest-la-Roche im Norden,
- Saint-Jodard und Pinay im Osten,
- Saint-Georges-de-Baroille, Pommiers und Saint-Germain-Laval im Süden,
- Saint-Julien-d’Oddes (Berührungspunkt) im Südwesten,
- Souternon und Saint-Polgues im Westen und
- Bully im Nordwesten.

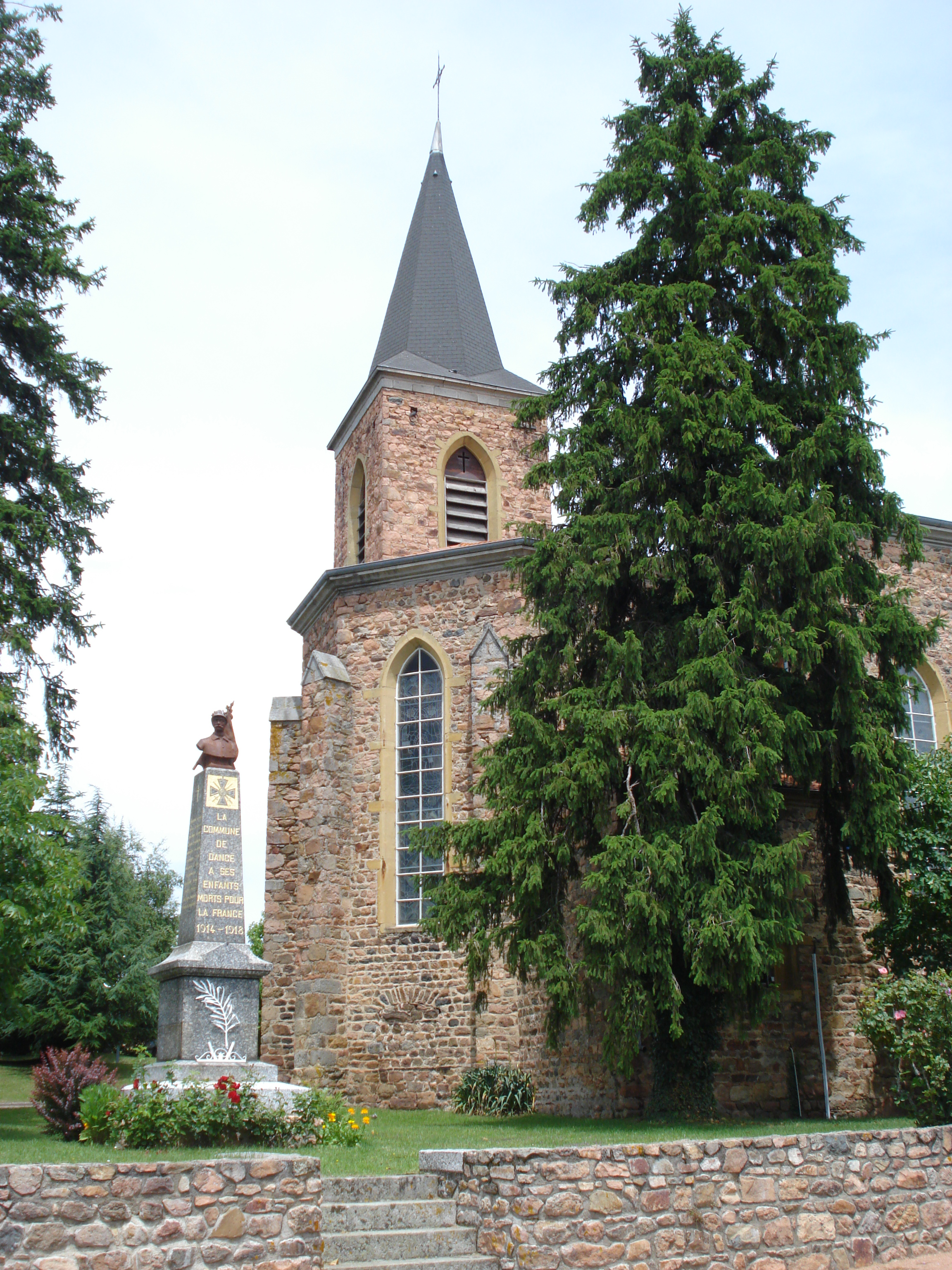
Kirche und Kriegerdenkmal in Dancé
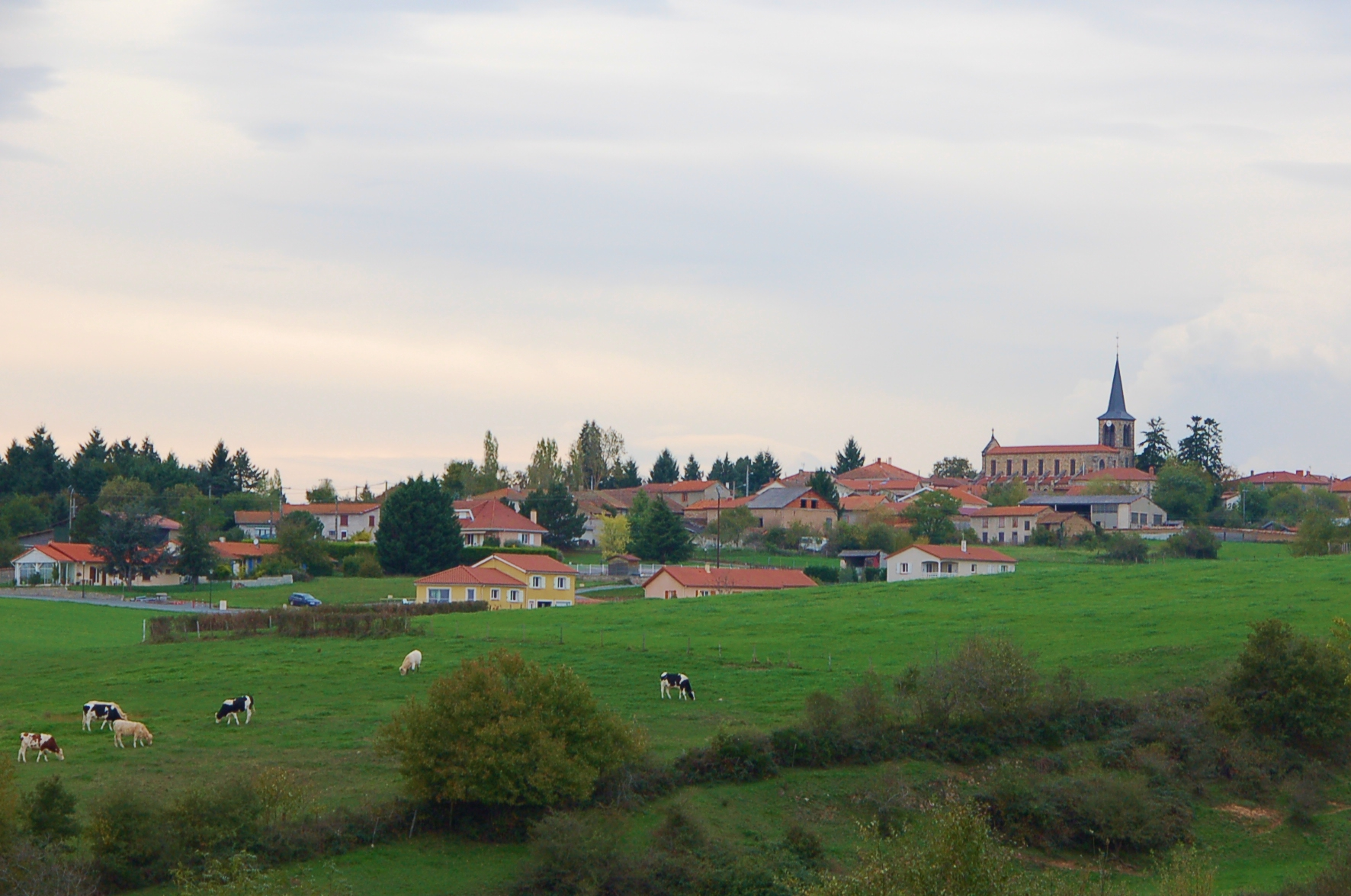
Saint-Paul-de-Vézelin
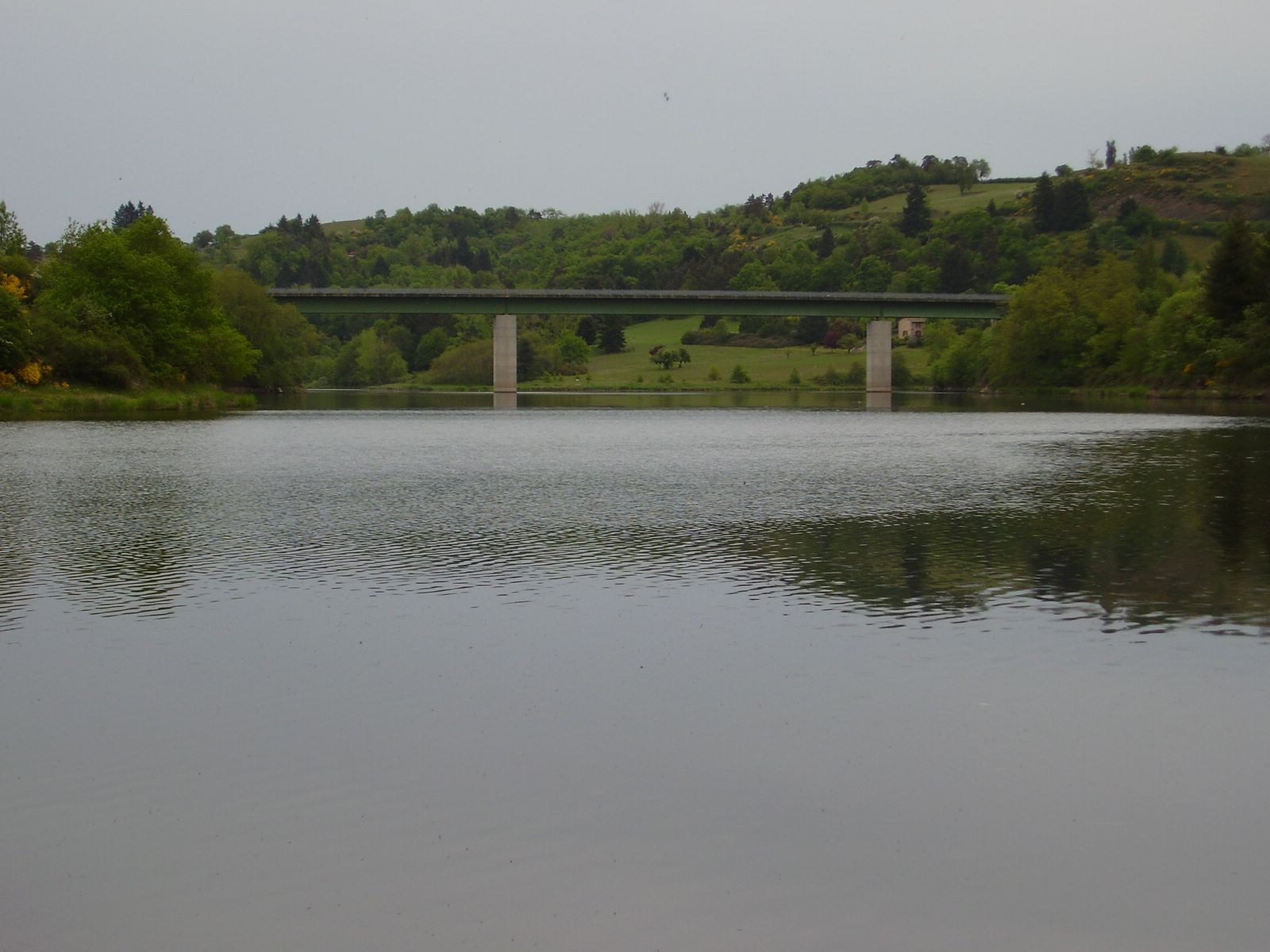
Brücke über die Loire bei Saint-Paul-de-Vézelin